# Paul Schneider (Konsul)
Paul Schneider, auch Paul Landtschneider/Langschneider (* vor 1482 in Görlitz; † 28. Juni 1545), war Görlitzer Konsul, Richter und „gewiss mit voller Berechtigung … unter den hervorragenden Ratsmitgliedern der damaligen Zeit“, die von inneren und äußeren Feinden, darunter der Adel der gesamten Oberlausitz, geprägt war. Sein Diarium ist häufig Quelle und auch Gegenstand verschiedener Sachbücher. Im Diarium findet sich die schriftliche Überlieferung, dass Georg Emmerich vom ungarischen König Matthias Corvinus „der König von Görlitz“ genannt worden sei, wobei diese Aussage häufig aber nicht nachweisbar als von Martin Luther ausgehend in Verbindung gebracht wurde.

## Biografie
Paul Schneider wurde vor 1500 nach eigenen Angaben in Görlitz geboren. Sein Vater Hans Schneider († 1532) war Schuster. Pauls Brüder hießen Johann, George und Valentin. Sein Vater besaß zwischen 1486 und 1505 ein Haus an der Peterskirche und ab 1500 ein Haus in der Brüdergasse.
Paul besuchte höchstwahrscheinlich eine Görlitzer Schule, auf der er sich für das Universitätsstudium vorbereitete. 1496 und 1503 steht er in Matrikeln der Leipziger Universität (z. B. als „Paulus Sneiderhansz Gortzlitzensis“). 1513 wurde er in Görlitz erstmals als Unterstadtschreiber erwähnt. Am 6. Juni 1517 wurde er anstelle dem „mit seiner Magd entlaufenen … Valten Hirschmann“ königlicher Richter.
Er heiratete in erster Ehe Anna Norimbergin (Nürnberger). Als ihr leiblicher Bruder wird im Jahr 1544 Hans Krebs († in Eisleben) genannt. Ihre Kinder hießen Valentin, Cunradius, Catharina, Simon und Erasmus. Anna verstarb in der ersten Jahreshälfte 1520. Am 23. August 1521 heiratete er Barbara (* 1493/94; † 13. Mai 1584), „Merten Braunes“ Tochter. Sie hatten 13 Kinder: Paul, Barbara, Anna, Martha, George, Johann Cos. fridland, Erasmus, Crispinus, Helena, Elisabeth, Dorothea, Ursula und Margaretha.
Am 19. Oktober 1527, nach dem Görlitzer Tuchmacheraufstand, war er (als Richter) anwesend bei den Enthauptungen der Tuchmacher Lorenz Fiedler und Peter Schwalm.
Anfang 1531 wurde er wegen Krankheit, die ihn an der Ausübung seines Berufs hinderte, vom Rat mindestens zeitweise durch einen Stellvertreter ersetzt, bis er schließlich am 11. Oktober in einem Brief des Rates an den Landvogt nicht mehr als königlicher Richter, sondern als „unser Mitbürger“ gekennzeichnet wurde.
1532, als sein Vater verstorben war, übernahm er noch die Erziehung der zwei Kinder seines verstorbenen Bruders Valentin.
Am 13. Januar 1534 befand sich Paul Schneider gemeinsam mit Franz Schneider, Johannes Hass und dessen Schwiegersohn Peter Skorler als Vertreter von Görlitz wegen eines Streits der Sechsstädte mit der Landschaft in Prag.
Neben der Vielzahl an verschiedenen Ämtern führte er privat noch einige Arbeiten und Studien durch, die (Stand 1894) im Görlitzer Ratsarchiv erhalten sind. Im Jahr 1516 besaß er noch ein geringes Vermögen, was sich seit seiner Zeit als Richter besserte. 1551 gab es Auseinandersetzungen um die Erbschaft der hinterlassenen 2235 Mark unter dreizehn noch lebenden Kindern und Witwe Barbara.

## Diarium
Von 1532 bis 1545 verfasste er sein Diarium. Den Anfang verfasste er von 1517 bis 1520 während seiner Richterzeit, ein restlicher Teil aus dieser Zeit sei verloren. Ewald Schulze beschrieb die Schrift als flüchtig geschrieben und so unleserlich, dass wo er doch schon an Paul Schneiders Schrift gewöhnt war, manches nicht entziffern konnte.
Das Tagebuch berichtet hauptsächlich von internen Ereignissen und Angelegenheiten der Stadt und kann damit als Ergänzung zu den zeitgenössischen Görlitzer Rathsannalen des Johannes Haß betrachtet werden, deren Inhalt eher Diplomatie betrifft.
Paul Schneider schilderte darin auch von der damaligen Macht des Adels über die Gerichte, bis sie durch den König in die Hand der Stadt gelangte. Die Stadt habe nun Raub, Diebstahl, Wegelagerei, Brand, Notzucht und Mord selbst hart bestraft und adlige Interventionen überwinden können.
Helmut Bräuer beglaubigte die Darstellung der damaligen Chronisten nicht uneingeschränkt, nachdem er von Paul Schneiders Auseinandersetzungen mit dem Adel erzählte. So habe beispielsweise der Zwickauer Bäcker Peter Schuhmann bei seiner Darstellung, die Adligen seien von den Schmieden „wol gedroschen worden mit hemmern und geluenden stabeissen“, etwas übertrieben, denn „was würde wohl aus den Adligen geworden sein“, wenn Schuhmanns Darstellung der Wahrheit entspräche.
Paul Schneider erzählte noch von „Jorg Emrich, den der konig Mathias den Gorlitzer konigk nannte“. Diese Legende wurde häufig mit Martin Luther in Verbindung gebracht, als dass Luther ihn so bezeichnet habe, ist aber dieserart nicht nachweisbar.